# Коста Д. Јездић
Коста Д. Јездић (Београд, 21. јун 1853 – 10. јун 1930) је био чувени српски адвокат, историчар и један од пионира криминалистичке књижевности у Србији.

## Биографија
Коста је био ожењен ћерком Јеврема и Марте Ракић, а његов шурак био је Димитрије- Мита Ракић, што значи да је био теча чувеном песнику Милану Ракићу. Основао је часопис Глас права, судства и администрације, у ком је писао криминалне приповетке, а његов роман Злочин једне свекрве је ремек дело документарне криминалистичке литературе тог времена, засновано на његовим адвокатским белешкама. Такође је био секретар државног савета. Једно време живео је у Пожаревцу, где је радио као писар, адвокат и начелник суда. Био је велики пријатељ са првим професионалним српским полицајцем Танасијем Миленковићем. Своју имовину је оставио Српској књижевној задрузи, с циљем да се оснује његова задужбина, али је после Другог светског рата његово имање у Београду национализовано, а кућа срушена.

## Дела
- Немирна савест - приповетка (1902, часопис Полиција)
- Свекрва убица - приповетка (1902, часопис Глас права) касније прерађена у роман
- Злочин једне свекрве - роман (1906, Д. Димитријевић, Београд)
- Народ и државници Србије у години 1912. и 1913. (1913, Штампарија Давидовић, Београд)
- Одељак Ивандаљски атентат и Никола П.Пашић - из мемоара (1926, Штампарија Туцовић, Београд)
- Одељак Стојан Д. Јовановић Рибарац (1928, Штампарија Туцовић, Београд)[4]